# Bitwa o Veracruz (1914)
Bitwa o Veracruz – interwencja wojsk amerykańskich w 1914 w trakcie rewolucji meksykańskiej.

## Kontekst
W roku 1914 Stany Zjednoczone poparły walczące przeciwko dyktatorowi Viliamo Huercie siły powstańcze Pancho Villi. W kwietniu tego roku USA wysłały do Zatoki Meksykańskiej 50 okrętów z 22 775 żołnierzami piechoty morskiej.

## Bitwa
20 kwietnia 1914 trzy okręty: USS Prairie, USS Utah i USS Florida wysadziły w pobliżu portu Veracruz desant 800 żołnierzy, którzy zajęli budynki rządowe. W odpowiedzi działa z Fortu San Juan de Ulúa ostrzelały żołnierzy amerykańskich. Szybko jednak zostały one zniszczone pociskami wystrzelonymi z okrętów amerykańskich. Następnie walki przeniosły się w rejon budynku Szkoły Morskiej, w którym broniło się 200 kadetów. W wyniku zbombardowania gmachu przez okręt Preria, zginęło 63 z nich. Za przykładem kadetów poszła ludność cywilna, ostrzeliwując żołnierzy piechoty morskiej z okolicznych budynków. W tej sytuacji Amerykanie wysadzili posiłki, wcześniej bombardując miasto. Po zaciętej walce opór obrońców ustał. Straty amerykańskie wyniosły 4 zabitych i 20 rannych, Meksykanie utracili 182 zabitych i rannych.